# Aedia adepta
Aedia adepta är en fjärilsart som beskrevs av Charles Andreas Geyer 1823. Aedia adepta ingår i släktet Aedia och familjen nattflyn. Inga underarter finns listade i Catalogue of Life.